# Duschöl

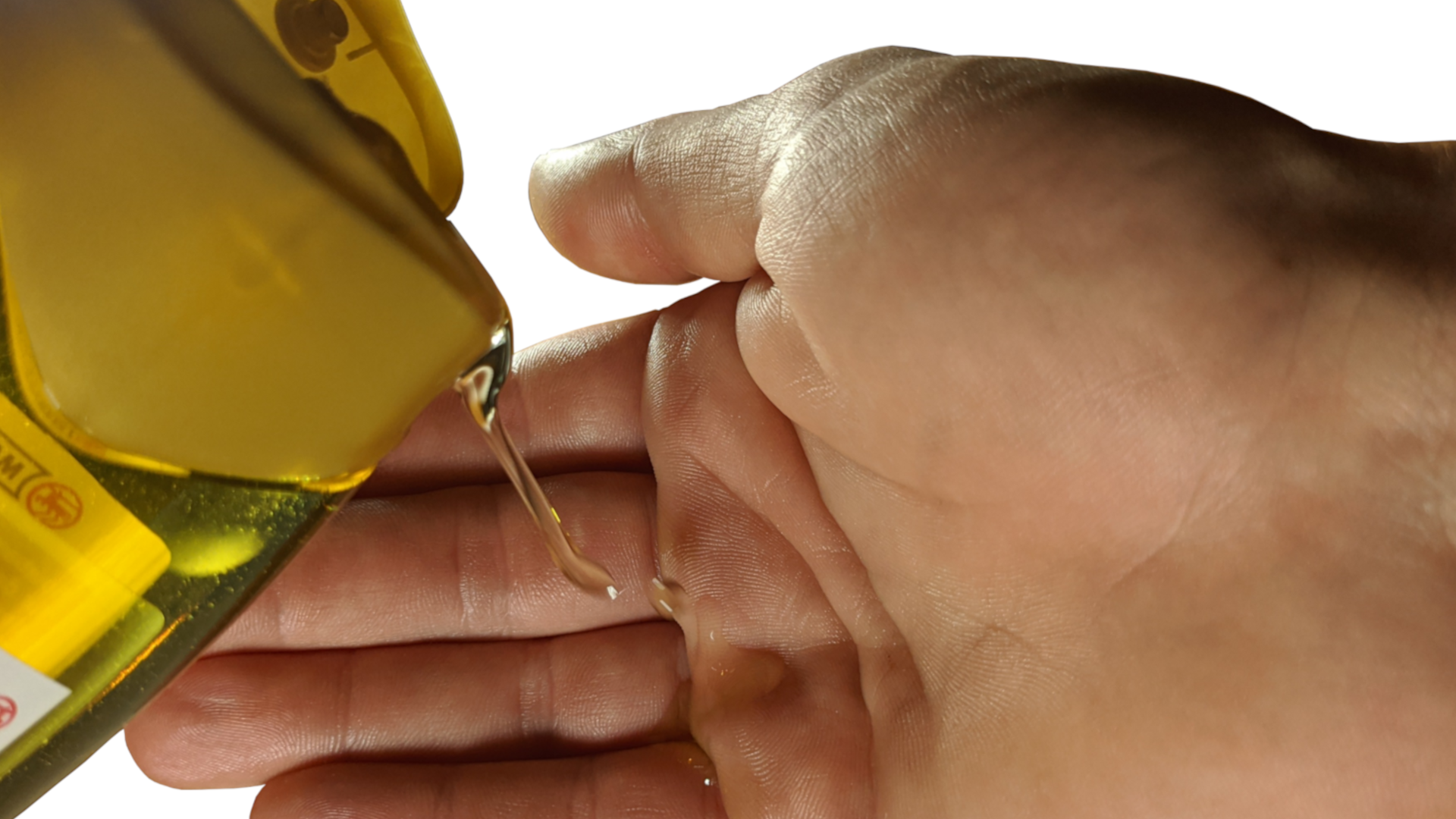
Duschöl wird u. a. bei trockener Haut angewendet.

Duschöl wird für die Reinigung empfindlicher, sehr trockener oder neurodermitischer Haut angewendet.
Dafür wird eine geringe Menge des Duschöls mit den Händen oder mit Hilfe eines Badeschwamms auf dem Körper verteilt und mit Wasser abgewaschen.
Der Fettanteil der Duschöle ist sehr hoch (oft ist Sojaöl enthalten), sodass die Ölphase das Dispersionsmittel ist, in dem eine wässrige, dispergierte Phase fein verteilt ist. Damit eine Vermischung der beiden Phase erfolgt, ist ein Emulgator enthalten. Duschöle sollen die Haut vor einer Entfettung schützen und gleichzeitig säubern. Auf der Haut bleibt nach dem Duschen ein feiner Fettfilm, der jedoch nicht das nachfolgende Eincremen ersetzt. Gerade bei sehr trockener, zu Juckreiz neigender Haut soll anschließend eine Körperlotion aufgetragen werden.
In der Duschwanne kann der Ölfilm ein Ausrutschen verursachen.

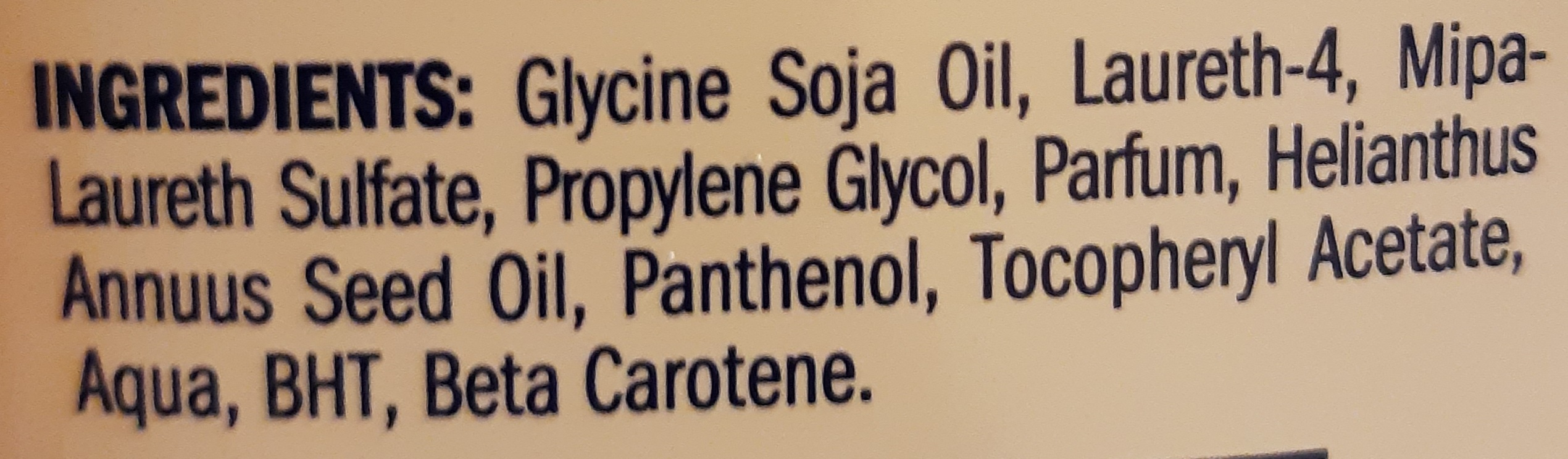
INCI-konforme Angabe eines Duschöls

## Unterschied zwischen Duschgel und Duschöl
- Duschöl ist eine Wasser-in Öl-Emulsion (W/O-Emulsion)
- Duschgel ist eine Öl-in Wasser-Emulsion (O/W-Emulsion).

Ein weiterer wichtiger Bestandteil beider Emulsionen ist der Emulgator (Tensid), der die Bildung von Tröpfchen erleichtert und einer unerwünschten Entmischung (Phasentrennung) entgegenwirkt.